# NXT UK Women's Championship
Le NXT UK Women's Championship, que l'on peut traduire par championnat féminin du Royaume-Uni de la NXT, était un championnat de catch utilisé par la World Wrestling Entertainment (WWE), défendu exclusivement dans la division féminine de NXT UK, l'émission de la WWE au Royaume-Uni.
La première championne est Rhea Ripley qui a remporté un tournoi durant les enregistrements de NXT UK du 26 août 2018.
La championne actuelle est Mandy Rose qui a battu Meiko Satomura et Blair Davenport à NXT: Worlds Collide le 4 septembre 2022 afin d'unifier les titres NXT féminins.

## Histoire
Le 18 juin 2018, lors de la première soirée du WWE United Kingdom Championship Tournament, le championnat féminin du Royaume-Uni, avec le championnat NXT par équipe du Royaume-Uni, a été annoncé pour la branche de la WWE NXT UK. Par la suite, un tournoi à huit femmes est organisé sur les deux jours pour couronner la première championne inaugural durant les enregistrements de NXT UK,,. La ceinture de championnat a été dévoilée lors des enregistrements du 25 août. Le lendemain, Rhea Ripley a battu Toni Storm lors des finales du tournoi pour devenir la première championne britannique de NXT (date de diffusion à confirmer),.

### Tournoi inaugural
|  | Quarts de finale | Quarts de finale | Quarts de finale | Quarts de finale |       |       | Demi-finales    | Demi-finales    | Demi-finales    | Demi-finales    |  |  | Finale          | Finale          | Finale          | Finale          |
|  |                  |                  |                  |                  |       |       |                 |                 |                 |                 |  |  |                 |                 |                 |                 |
|  | Le 25 août 2018  | Le 25 août 2018  | Le 25 août 2018  | Le 25 août 2018  |       |       | Le 26 août 2018 | Le 26 août 2018 | Le 26 août 2018 | Le 26 août 2018 |  |  | Le 26 août 2018 | Le 26 août 2018 | Le 26 août 2018 | Le 26 août 2018 |
|  | Le 25 août 2018  | Le 25 août 2018  | Le 25 août 2018  | Le 25 août 2018  |       |       | Le 26 août 2018 | Le 26 août 2018 | Le 26 août 2018 | Le 26 août 2018 |  |  | Le 26 août 2018 | Le 26 août 2018 | Le 26 août 2018 | Le 26 août 2018 |
|  | Jinny            | Jinny            | Gagne            | Gagne            |       |       | Le 26 août 2018 | Le 26 août 2018 | Le 26 août 2018 | Le 26 août 2018 |  |  | Le 26 août 2018 | Le 26 août 2018 | Le 26 août 2018 | Le 26 août 2018 |
|  | Jinny            | Jinny            | Gagne            | Gagne            |       |       | Le 26 août 2018 | Le 26 août 2018 | Le 26 août 2018 | Le 26 août 2018 |  |  | Le 26 août 2018 | Le 26 août 2018 | Le 26 août 2018 | Le 26 août 2018 |
|  | Millie McKenzie  |                  |                  |                  |       |       | Le 26 août 2018 | Le 26 août 2018 | Le 26 août 2018 | Le 26 août 2018 |  |  | Le 26 août 2018 | Le 26 août 2018 | Le 26 août 2018 | Le 26 août 2018 |
|  | Jinny            |                  |                  |                  |       |       |                 |                 |                 |                 |  |  | Le 26 août 2018 | Le 26 août 2018 | Le 26 août 2018 | Le 26 août 2018 |
|  | Le 25 août 2018  |                  |                  |                  |       |       |                 |                 |                 |                 |  |  | Le 26 août 2018 | Le 26 août 2018 | Le 26 août 2018 | Le 26 août 2018 |
|  |                  |                  | Toni Storm       | Toni Storm       | Gagne | Gagne |                 |                 |                 |                 |  |  | Le 26 août 2018 | Le 26 août 2018 | Le 26 août 2018 | Le 26 août 2018 |
|  | Toni Storm       | Toni Storm       | Toni Storm       | Toni Storm       | Gagne | Gagne | Gagne           | Gagne           |                 |                 |  |  | Le 26 août 2018 | Le 26 août 2018 | Le 26 août 2018 | Le 26 août 2018 |
|  | Toni Storm       | Toni Storm       | Le 26 août 2018  |                  |       |       | Gagne           | Gagne           |                 |                 |  |  | Le 26 août 2018 | Le 26 août 2018 | Le 26 août 2018 | Le 26 août 2018 |
|  | Nina Samuels     |                  |                  |                  |       |       |                 |                 |                 |                 |  |  | Le 26 août 2018 | Le 26 août 2018 | Le 26 août 2018 | Le 26 août 2018 |
|  | Toni Storm       |                  |                  |                  |       |       |                 |                 |                 |                 |  |  |                 |                 |                 |                 |
|  | Le 25 août 2018  |                  |                  |                  |       |       |                 |                 |                 |                 |  |  |                 |                 |                 |                 |
|  |                  |                  | Rhea Ripley      | Rhea Ripley      | Gagne | Gagne |                 |                 |                 |                 |  |  |                 |                 |                 |                 |
|  | Dakota Kai       | Dakota Kai       | Rhea Ripley      | Rhea Ripley      | Gagne | Gagne | Gagne           | Gagne           |                 |                 |  |  |                 |                 |                 |                 |
|  | Dakota Kai       | Dakota Kai       |                  |                  |       |       |                 |                 |                 |                 |  |  |                 |                 |                 |                 |
|  | Isla Dawn        |                  |                  |                  |       |       |                 |                 |                 |                 |  |  |                 |                 |                 |                 |
|  | Dakota Kai       |                  |                  |                  |       |       |                 |                 |                 |                 |  |  |                 |                 |                 |                 |
|  | Le 25 août 2018  |                  |                  |                  |       |       |                 |                 |                 |                 |  |  |                 |                 |                 |                 |
|  |                  |                  | Rhea Ripley      | Rhea Ripley      | Gagne | Gagne |                 |                 |                 |                 |  |  |                 |                 |                 |                 |
|  | Rhea Ripley      | Rhea Ripley      | Rhea Ripley      | Rhea Ripley      | Gagne | Gagne | Gagne           | Gagne           |                 |                 |  |  |                 |                 |                 |                 |
|  | Rhea Ripley      | Rhea Ripley      |                  |                  |       |       |                 | Gagne           |                 |                 |  |  |                 |                 |                 |                 |
|  | Xia Brookside    |                  |                  |                  |       |       |                 |                 |                 |                 |  |  |                 |                 |                 |                 |
|  |                  |                  |                  |                  |       |       |                 |                 |                 |                 |  |  |                 |                 |                 |                 |
|  |                  |                  |                  |                  |       |       |                 |                 |                 |                 |  |  |                 |                 |                 |                 |

## Design de la ceinture de Championnat

La plaque centrale de la ceinture est inspirée des Armoiries royales du Royaume-Uni

Le ceinture est presque identique à celle de son homologue masculine, le NXT UK Championship. À l'instar du Championnat du Royaume-Uni, la plaque centrale est inspirée des Armoiries royales du Royaume-Uni, avec un lion et un cheval (au lieu de la licorne traditionnelle) de chaque côté des bras. Une différence notable est que le logo NXT UK se trouve sur la plaque centrale du championnat féminin, à la place du logo de la WWE, qui est lui sur le titre masculin; au sommet du bouclier sont les Joyaux de la couronne. Au-dessus des bras se trouve une bannière "United-Kingdom", juste en dessous du bouclier, une bannière « Women's », et en dessous, une bannière "Champion". À l'instar de la ceinture masculine, la féminine comporte deux plaques latérales, séparées par des barres divisionnaires en or, avec des sections rondes amovibles pouvant être remplacées par le logo du champion actuel; les plaques par défaut comportent le logo WWE sur le globe. Comme pour le Raw Women's Championship et le SmackDown Women's Championship, les plaques du NXT UK Women's Championship sont munies d’un bracelet en cuir blanc et la ceinture est plus petite que celle des hommes.

## Liste des championnes
| # | Championne     | Nb. de règne(s) | Date victoire    | Durée     | Événement                  | Notes                                                                                  | Réf   |
| - | -------------- | --------------- | ---------------- | --------- | -------------------------- | -------------------------------------------------------------------------------------- | ----- |
| 1 | Rhea Ripley    | 1               | 26 août 2018     | 139 jours | NXT UK                     | Bat Toni Storm en finale lors du tournoi inaugural.                                    | [ 5 ] |
| 2 | Toni Storm     | 1               | 12 janvier 2019  | 231 jours | NXT UK TakeOver: Blackpool | Bat Rhea Ripley.                                                                       | [ 8 ] |
| 3 | Kay Lee Ray    | 1               | 31 août 2019     | 649 jours | NXT UK TakeOver: Cardiff   | Bat Toni Storm.                                                                        |       |
| 4 | Meiko Satomura | 1               | 10 juin 2021     | 451 jours | NXT UK                     | Bat Kay Lee Ray.                                                                       |       |
| 5 | Mandy Rose     | 1               | 4 septembre 2022 | <1        | NXT: Worlds Collide 2022   | Dans un Triple Threat match comprenant Blair Davenport afin d'unifier les deux titres. |       |
| — | Unifié         | —               | 4 septembre 2022 | —         | NXT: Worlds Collide 2022   | Mandy Rose unifie le titre féminin NXT UK et le championnat féminin de NXT.            |       |

## Règnes combinés
| Rang | Catcheuses     | Règnes | Jours combinés |
| ---- | -------------- | ------ | -------------- |
| 1.   | Kay Lee Ray    | 1      | 649            |
| 2.   | Meiko Satomura | 1      | 451            |
| 3.   | Toni Storm     | 1      | 231            |
| 4.   | Rhea Ripley    | 1      | 139            |
| 5.   | Mandy Rose     | 1      | <1             |

- Championne la plus âgéé : Meiko Satomura: 41 an. (2021)
- Championne la plus lourde Rhea Ripley :60 kg (2018)
- Championne la plus grande : Rhea Ripley :1,75 m (2018)
- Championne la plus jeune: Rhea Ripley 21 ans et 9 mois (2018)